# موزه گیمه

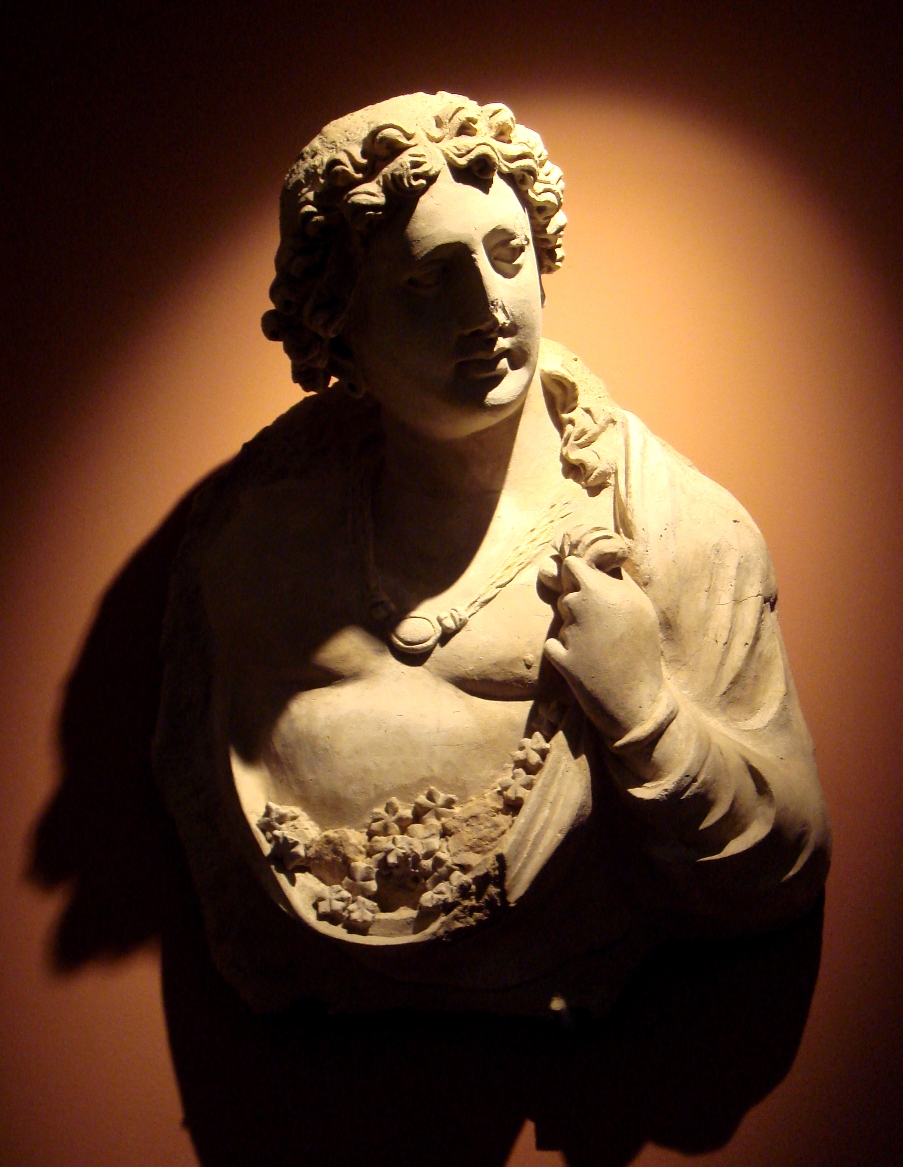
جنیوس حامل دستهٔ گُل، بدست‌آمده از نیایشگاه تپه‌کلان در پایگاه باستان‌شناسی هَده در افغانستان، سده‌های چهارم و پنجم پس از میلاد

موزهٔ گیمِه (به فرانسوی: Musée national des Arts asiatiques-Guimet یا Musée Guime)، موزهٔ هنرهای آسیایی واقع در پاریس، فرانسه است. این موزه یکی از بزرگترین مجموعه‌های هنر آسیایی در خارج از آسیا را در خود جای داده‌است.
موزهٔ گیمه که در سال ۱۸۷۹ توسط یک صنعتگر بنام اِمیل اِتییِن گیمِه (Émile Étienne Guimet) تأسیس شده بود ابتدا در لیون واقع بود، و در سال ۱۸۸۵ به دولت واگذار شده و به پاریس منتقل شد. در طول دهه‌های ۲۰ و ۳۰ میلادی، با انتقال گنجنینه‌های فراوانی که توسط هیأت باستان‌شناسی فرانسه در افغانستان کاوش می‌گردید، بر مجموعه‌های گنجینه‌های این موزه افزوده شد. در همان دوران، موزهٔ گیمه به منظور نمایش بخشی از مجموعه‌های خِمِر در سال ۱۹۳۸، تحت نظارت ژوزف هَکَن (Joseph Hackin)، که در آن زمان مدیر موزه و همچنین مسئول کاوش‌های باستان‌شناسی در افغانستان بود، دگرگونی‌هایی در آن پدید آمد که بنای بام بر روی حیاط مرکزی بخشی از آن بود. موزهٔ گیمه به سبب دارا بودن مجموعه‌هایی غنی از هنرهای تمدن‌های هندیِ آسیا شهرتی جهانی بدست آورده‌است.

## نگارخانه

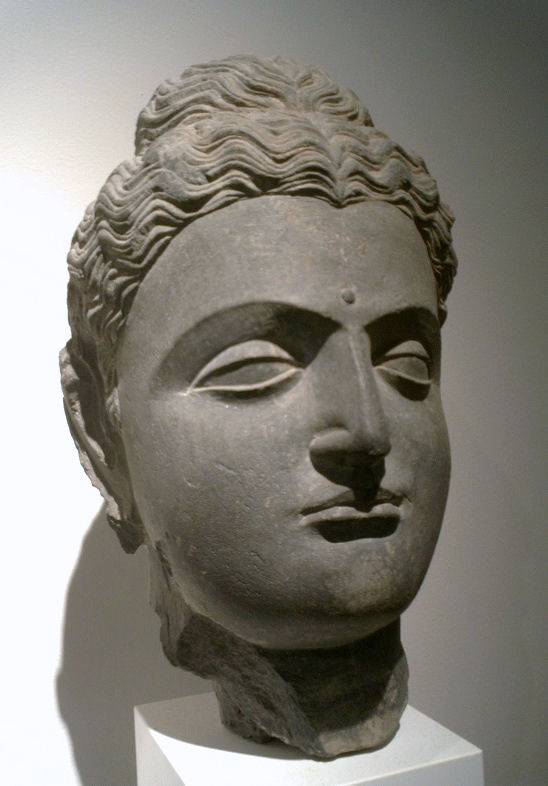
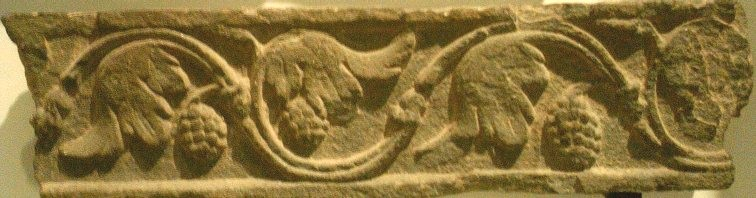
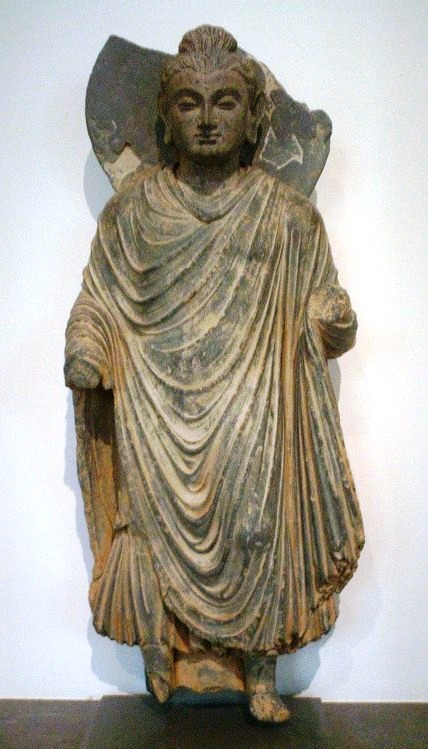
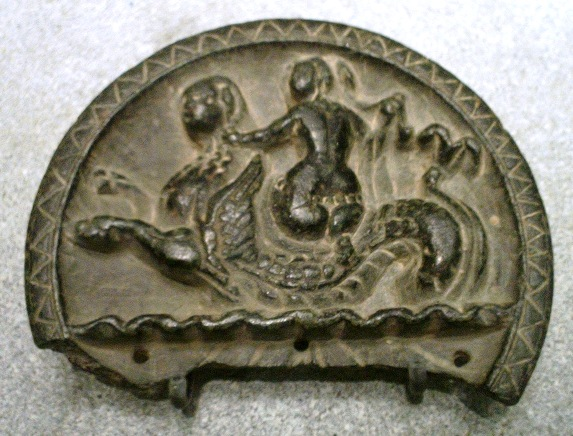
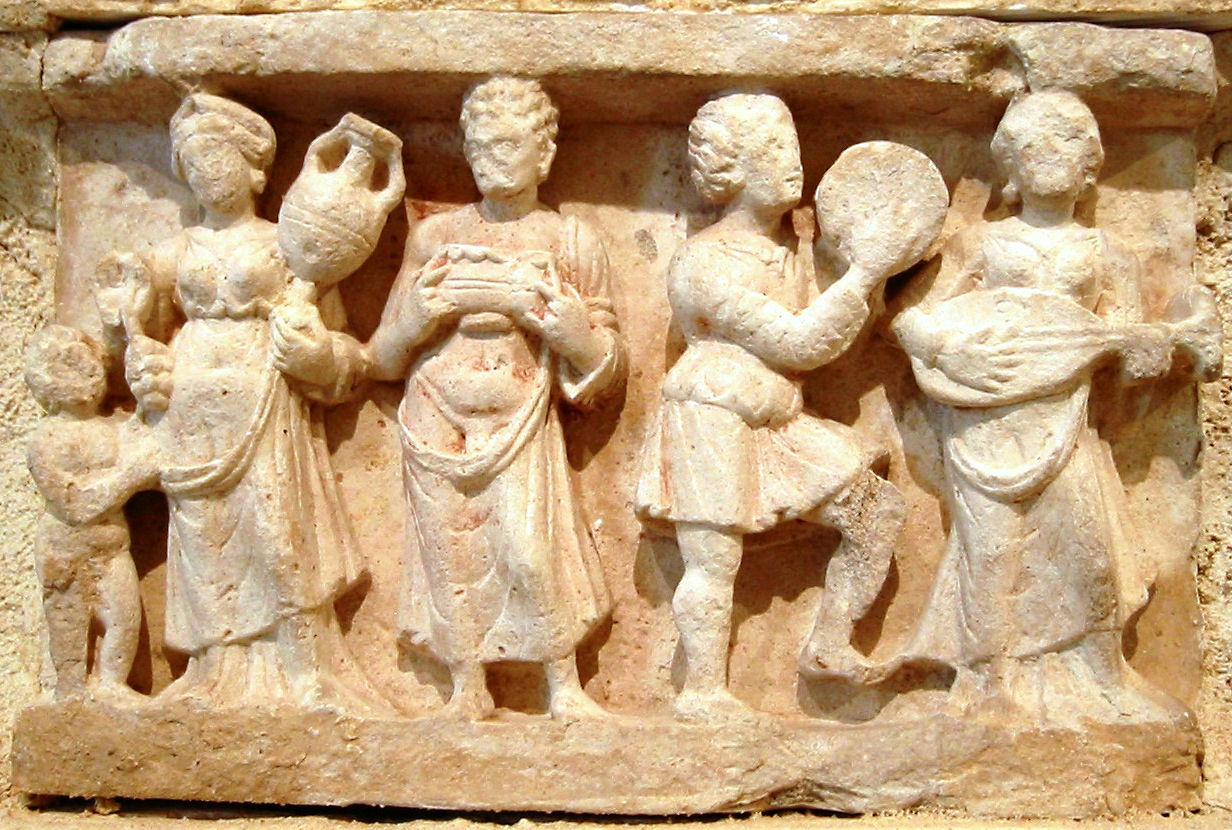
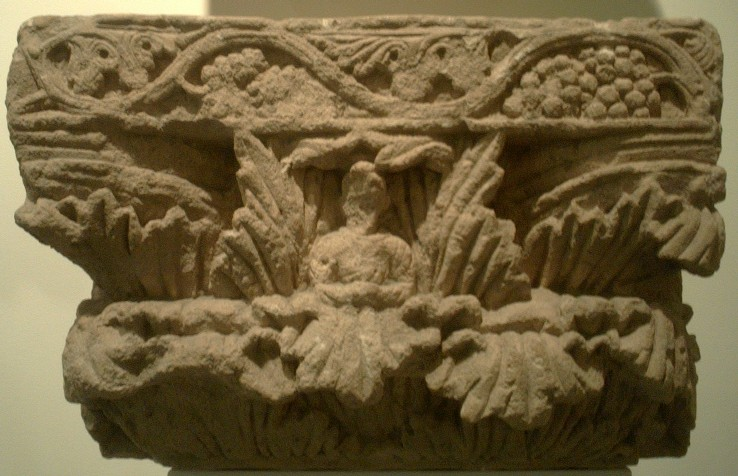
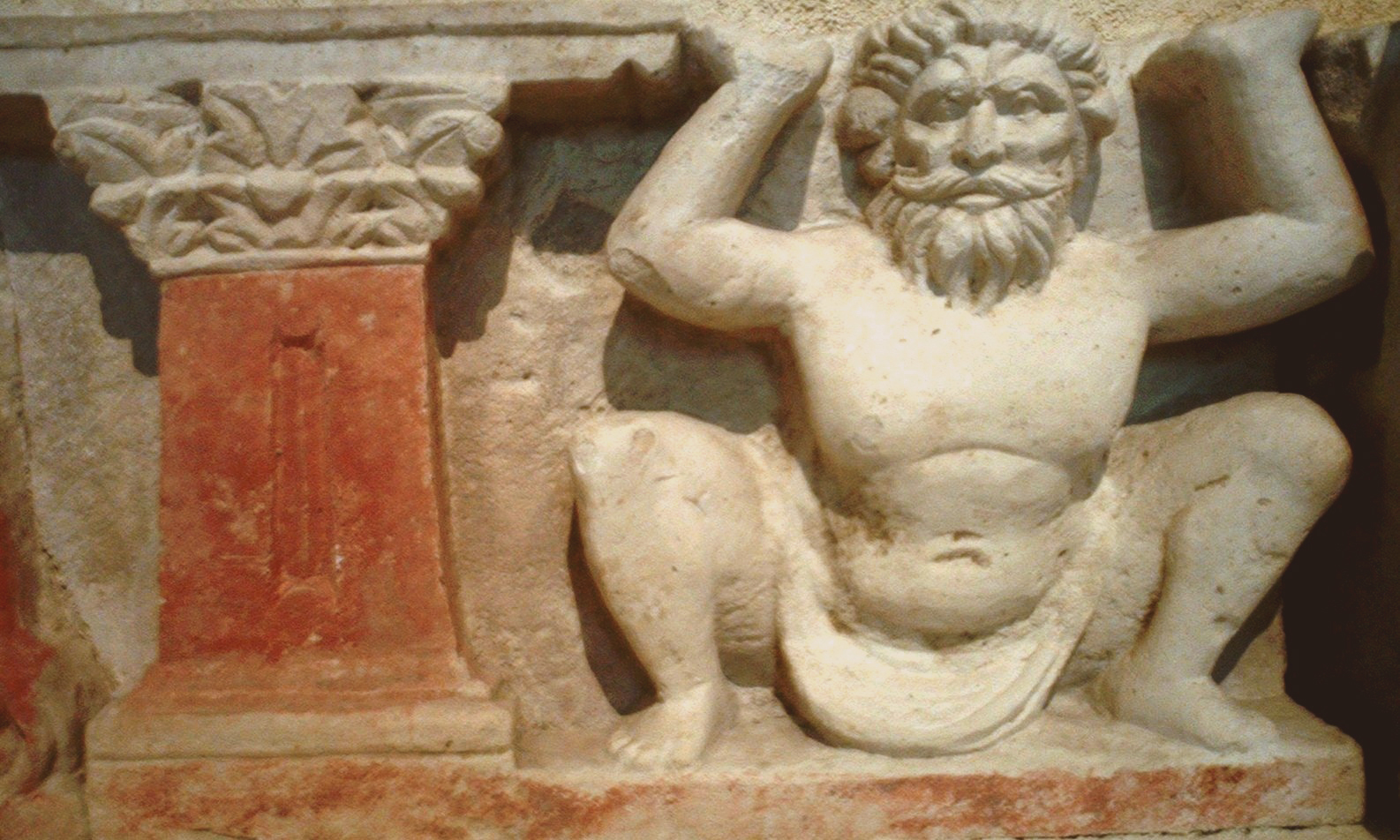
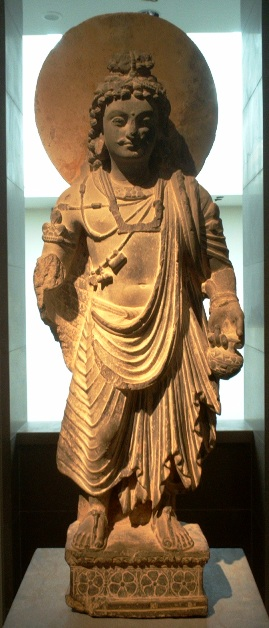
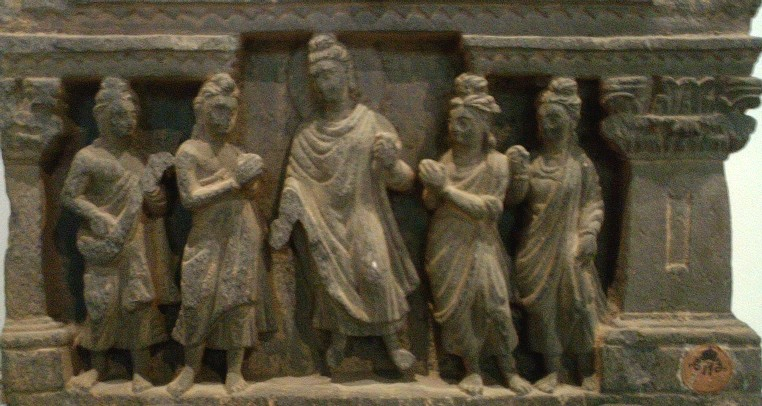
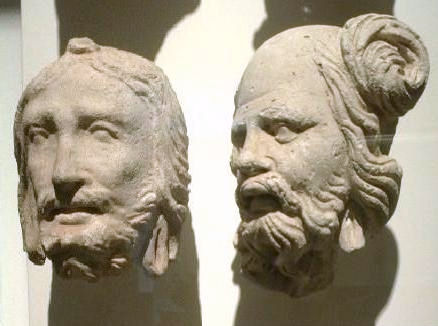